# Raikî, Illinți
Raikî (în ucraineană Райки) este un sat în comuna Pariivka din raionul Illinți, regiunea Vinnița, Ucraina.

## Demografie
Componența lingvistică a localității Raikî
     Ucraineană (78,66%)
     Romani (20,43%)
     Alte limbi (0,91%)
Conform recensământului din 2001, majoritatea populației localității Raikî era vorbitoare de ucraineană (78,66%), existând în minoritate și vorbitori de romani (20,43%).